# Боб-будівельник
«Боб-будівельник» (англ. Bob the Builder) — британський анімаційний дитячий телесеріал, створений Кітом Чепменом і транслювався на BBC і CBeebies (класична серія) і Channel 5 (ребут). У ньому 380 епізодів і 21 сезон, включаючи 11 спеціальних.
| телесеріали Великої Британії | Це незавершена стаття про британський телесеріал. Ви можете допомогти проєкту, виправивши або дописавши її. |